# Lista de bairros de Barra Mansa
Esta é uma Lista de bairros de Barra Mansa. O município de Barra Mansa, na Mesorregião do Sul Fluminense, estado do Rio de Janeiro, Brasil, se organiza administrativamente da seguinte forma:

## 1º Distrito — Barra Mansa

### RA I - Centro
| Bairro oficial | Bairro oficioso | Bairro que consta nos Correios |
| Centro, Estamparia, Apóstolo Paulo, Jardim Monte Cristo, Abelhas, Verbo Divino, Cotiara, São Silvestre, Jardim Boa Vista, Roberto Silveira | Loteamento São João, Monte Cristo II, Loteamento Morada São João, Santa Ifigênia, Morro do Cruzeiro, Abelhas II , Nossa Senhora de Fátima, Macuco, Residencial Dilermando Brandão Caldas | Loteamento da Chácara          |

### RA II - Vista Alegre
| Bairro oficial                                                                 | Bairro oficioso                             | Bairro que consta nos Correios |
| Belo Horizonte, Aiuruoca,Loteamento Chinês, Vista Alegre e Jardim Vista Alegre | Loteamento Jurandir e Loteamento Cascatinha | Loteamento Sofia               |

### RA III - Vila Nova
| Bairro oficial                                                                    | Bairro oficioso | Bairro que consta nos Correios |
| Vila Nova, Vila Coringa, Vila Brígida (Nossa Senhora de Lourdes) e Jardim Central | —               | Água Comprida                  |

### RA IV - Ano Bom
| Bairro oficial | Bairro oficioso                                | Bairro que consta nos Correios     |
| Ano Bom, Vila Orlandélia, Santa Rosa, Residencial Cristo Redentor, Santa Izabel, São Francisco de Assis, Getúlio Vargas, Vale do Paraíba e Vila Delgado | Parque Independência e Nossa Senhora Aparecida | Estância Orlandélia e Santa Helena |

### RA V - Vila Elmira (Região Leste)[nota 1]
| Bairro oficial                                                                        | Bairro oficioso                    | Bairro que consta nos Correios     |
| Vila Elmira, Cajueiro, Núcleo Residencial Ponte Alta, Vila Natal, Mangueira e Paraíso | Paraíso de Baixo e Paraíso de Cima | Jardim Ponte Alta e Recanto do Sol |

### RA VI - Nove de Abril (Região Leste)
| Bairro oficial | Bairro oficioso          | Bairro que consta nos Correios |
| Santa Inês, Metalúrgico, Assunção, São Carlos, Jardim Guanabara, Santa Rita, Jardim Redentor, Malvinas, Primeiro de Maio, Nove de Abril, São Sebastião, Morada da Granja I, Morada da Granja II e Minerlândia. | Loteamento Jardim Amália | —                              |

### RA VII - Boa Vista (Região Leste)
| Bairro oficial                                                          | Bairro oficioso     | Bairro que consta nos Correios |
| Boa Vista (I, II e III), Vila Principal, Jardim Alice e São Judas Tadeu | Loteamento Tetrajol | —                              |

### RA VIII - Boa Sorte
| Bairro oficial                | Bairro oficioso       | Bairro que consta nos Correios |
| Barbará, Piteiras e Boa Sorte | Loteamento Área Verde | —                              |

### RA IX - Roselândia
| Bairro oficial                                                                        | Bairro oficioso                    |  | Bairro que consta nos Correios |
| São Luíz, Nova Esperança, Roselândia, Jardim Primavera, Presidente Dutra e Bela Vista | Roselândia II e Loteamento Sampaio |  | São Luíz II                    |

### RA X - Santa Clara
| Bairro oficial                                                                | Bairro oficioso    | Bairro que consta nos Correios |
| Santa Clara, Goiabal, Jardim Marajoara,São Pedro, Jardim Marilu , Santa Lúcia | Loteamento Entanha | Loteamento Chinês              |

### RA XI - Vila Independência
| Bairro oficial                      | Bairro oficioso    | Bairro que consta nos Correios |
| Vila Independência e Jardim América | Loteamento Bocaina | —                              |

### RA XII - Siderlândia
| Bairro oficial                        | Bairro oficioso | Bairro que consta nos Correios |
| Cantagalo, Siderlândia e São Domingos | Km 3            | Morada Verde                   |

### RA XIII - Colônia
| Bairro oficial | Bairro oficioso | Bairro que consta nos Correios                                          |
| Colônia Santo Antônio, Vila Ursulino, Esperança, Morada do Vale, Morada da Colônia (I e II), Nossa Senhora de Fátima e Santa Maria II | Conjunto Moraes Antas, Morada do Sol, Loteamento Harmonia, Village Primavera, Loteamento Imperial Country Clube, Geórgia, Aymoré e Conjunto Residencial 5 | Santa Maria (I e III), Village do Sol, Jardim Santo Antônio e São Lucas |

### RA XIV - Saudade
| Bairro oficial                                            | Bairro oficioso      | Bairro que consta nos Correios |
| Vila Maria, Saudade, Bom Pastor, Bocaininha e São Vicente | Loteamento Ana Maria | —                              |

### Área Rural do Distrito Sede
| Bairro oficial | Bairro oficioso | Bairro que consta nos Correios |
| Km 4,São Genaro, São Paulo, Jardim Monique, São Sebastião, Moinho de Vento, Jardim Alvorada, Anísio Braz, Pombal e Glicério | Pau D'Alho      | —                              |

## 2º Distrito — Distrito de Floriano[nota 2]
Bairros que atualmente fazem parte do Distrito Sede, tais como Vila Maria, Saudade, Colônia Santo Antônio, Vila Ursulino e Santa Maria II eram integrantes do Distrito de Floriano.
| Bairro oficial | Bairro oficioso                            | Bairro que consta nos Correios         |
| Floriano       | Jardim Paraíso (I e II), Loteamento Fátima | Nossa Senhora dos Remédios e Primavera |

## 3º Distrito — Rialto
| Bairro oficial | Bairro oficioso | Bairro que consta nos Correios |
| Rialto         | —               | —                              |

## 4º Distrito — Distrito de Nossa Senhora do Amparo
| Bairro oficial          | Bairro oficioso | Bairro que consta nos Correios |
| Nossa Senhora do Amparo | Venda de Fora   | —                              |

## 5º Distrito — Antônio Rocha
| Bairro oficial                   | Bairro oficioso         | Bairro que consta nos Correios |
| Antônio Rocha e Ataulfo de Paiva | Vila Pepita e Cafarnaum | —                              |

## 6º Distrito — Santa Rita de Cássia[nota 3]
| Bairro oficial       | Bairro oficioso | Bairro que consta nos Correios |
| Santa Rita de Cássia | —               | —                              |